# .aq
.aq és el domini territorial de primer nivell (ccTLD) de l'Antàrtida (que no és un estat). Està reservat per a organitzacions que treballen a l'Antàrtida o promouen les regions de l'Antàrtida i l'Oceà Austral. És administrat per Peter Mott de l'Antarctica Network Information Center Limited de Christchurch, Nova Zelanda.
Els noms de domini .aq estan disponibles de manera gratuïta i el registre es concedeix per un període de 24 mesos. Com a regla general, els registrats només tenen assignat un únic nom de domini .aq. El registre no té lloc web. El registre només és possible posant-se en contacte amb Antarctica Network Information Center Limited.